# 砂糖税

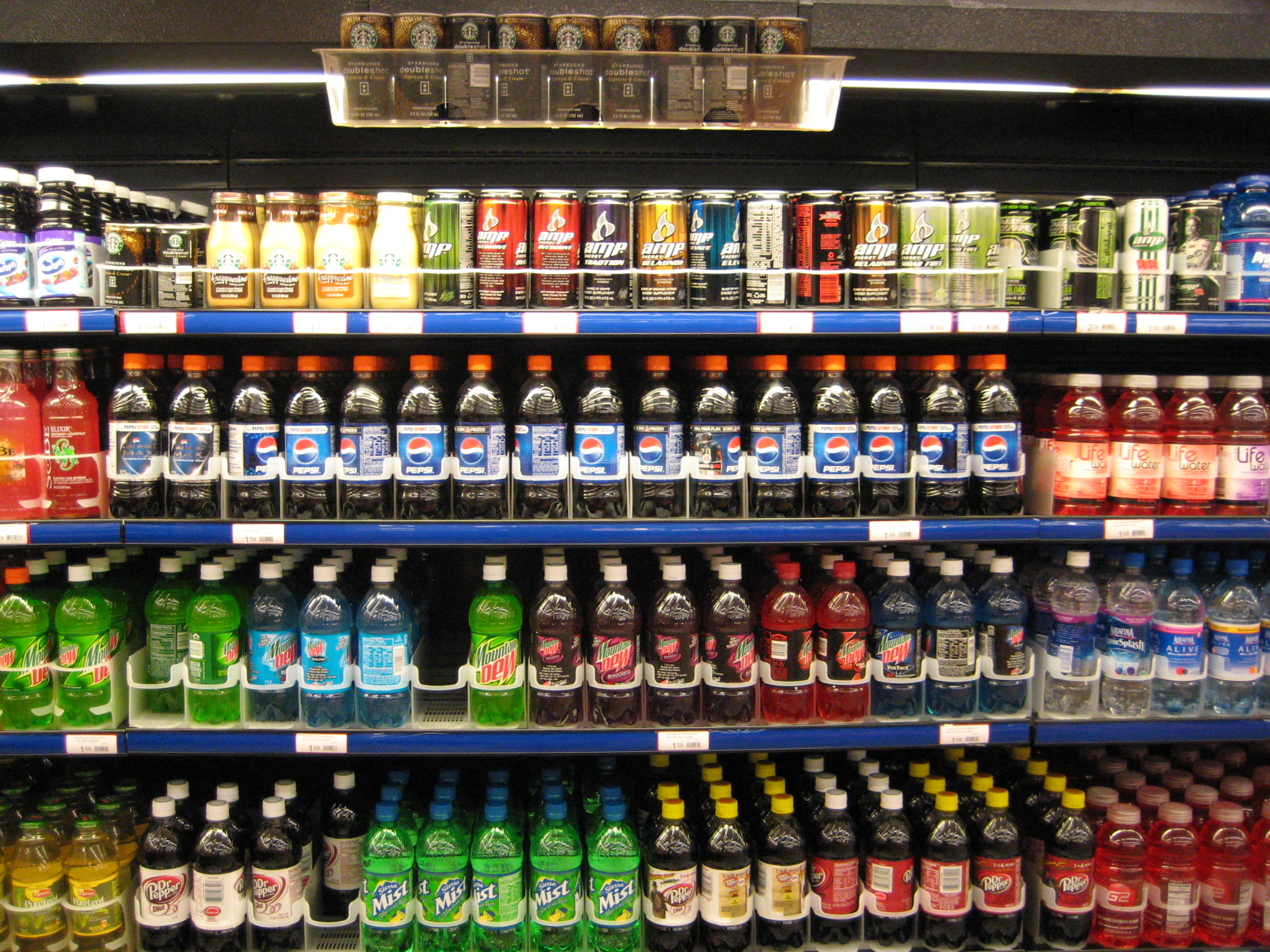
清涼飲料水の棚（アメリカ）

砂糖税（さとうぜい）とは、清涼飲料などに対して、砂糖含有量に応じて課す税金、または課税の仕組みである。俗にソーダ税とも呼ばれる。砂糖は肥満や虫歯の一因とされ、その消費を抑制することが目的である。世界保健機関（WHO）が2016年に導入を勧めてきた。砂糖添加飲料(SSB: sugar sweetened beverage)への税は、45か国以上で導入されている（2022年時点）。

## 税制
21世紀における課税の根拠は健康への影響に対する科学的根拠である。
2016年に世界保健機関（WHO）は、飲食品への課税の効果を検討した文書において、砂糖が添加された清涼飲料水に20%以上の課税を行えば、肥満、糖尿病、虫歯を抑制するような消費の削減が可能であると提言した。これは各種税制のひとつである（肥満税）。2015年には、WHOは科学的根拠に基づいた砂糖の摂取に関するガイドラインを発表し、体重に影響を与えるため、生涯における砂糖摂取量の削減および、全カロリーの10%未満とすることを強く推奨し、虫歯との関係から、さらに5%未満とすることも推奨した。
WHOの言う砂糖には、単糖類、二糖類、蜂蜜、シロップ、果汁、濃縮果汁が含まれる。物品税などの間接税で清涼飲料向けの税率を上げる場合がある。
2022年の分析では、砂糖添加飲料への課税はその消費を減少させている。

### 従来の税制
日本では1901年（明治34年）に、砂糖が嗜好品であることから砂糖消費税法が制定され、製造者らに課税されていたが、これは1989年（平成1年）の消費税の導入により廃止された。制定時こうした税制は諸外国にも存在した。

## 各国の状況
2022年には45か国以上で導入されている。2011年にフランス、2014年にメキシコ、2017年にインドとタイ、2018年にはイギリス、フィリピンが導入した。

### 欧州
フランスでは、2011年12月28日より砂糖の添加された炭酸飲料に課税する通称ソーダ税が承認され、1缶につき約1円が課され税収は年間120億円となる見通し。コカ･コーラ社は反発していた。
イギリスでは、2018年4月より導入する子供の肥満防止のための砂糖の添加された飲料への課税案があり、メディアは砂糖税と評した。

### アメリカ大陸
2014年、メキシコでは、砂糖が添加された飲料に約10%価格上昇にあたる課税が導入された
ポルトガルでは、2017年から砂糖が添加された飲料に課税され、100mlあたり砂糖が約10%の飲料では、330ml缶で6.3円の課税となる。

#### アメリカ合衆国
カリフォルニア州バークレー市では、住民投票により2015年1月1日からソーダ税を開始することとした。課税額は1オンスあたり1セント。ソフトドリンクの消費は半減、水の消費量が増加してきた。2017年からペンシルベニア州フィラデルフィア市で、砂糖が添加された飲料へのソーダ税を課税する。

### アジア
タイが2017年に甘味料を加えた清涼飲料水に課税を開始し、課税額は砂糖の使用量に応じる仕組みとなる。タイの飲料メーカーは砂糖の含有量を減らしてきている。
インドでも2017年に炭酸飲料に対し税率28%の課税を適用した。フィリピンも2018年より同様に清涼飲料水に対し「加糖飲料税」を導入し、1リットルあたり約12円が課税される。